# 伊右衛門
伊右衛門（いえもん）は、サントリー食品インターナショナルが製造・出荷し、サントリーフーズが販売している緑茶を中心とした飲料、および宇治の露製茶株式会社（京都府木津川市）の緑茶製品の商品・ブランド名である。名称は、宇治茶産地の老舗製茶会社である福寿園の創業者、福井伊右衛門から。

## 歴史
サントリー（2009年4月にサントリー食品として分社化）と福寿園のコラボレーションによって開発され、ペットボトル入り緑茶飲料として2004年3月16日に発売された。伊藤園の「お〜いお茶」、キリンビバレッジの「生茶」、日本コカ・コーラの「綾鷹」とあわせて、現在ペットボトル緑茶四大シェアの一つであり、シェアは2位である。コンビニエンスストアに関しては、シェア1位。通常版のほか「濃（こい）伊右衛門」（現在の「伊右衛門 濃い味」）や特定保健用食品指定の「特茶」、期間限定版などのバリエーションが存在する。
ペットボトルが一番売れる店舗はコンビニエンスストアであると考えサントリーは、ペットボトルの販売に先立ち、当時の日本での最大手であるセブン-イレブンに協力を要請、発売日に合わせて売り場から他社商品を取り下げる合意を締結した。発売直後はそれといった宣伝はされていなかったが、初期出荷本数は180万ケースと、当社がこれまで発売された無糖茶飲料の中でも最大規模となり、初年度の売上が700億円弱と大ヒットした。特に、店頭用500mlのペットボトルに関しては発売当初、あまりのヒットぶりに工場でのペットボトル容器自体の生産が追いつかないという事態が発生した。そのためサントリーは一時期の間、伊右衛門の製造工場を全て閉鎖し、出荷と販売も休止し、その期間中に製造体制を拡大させた（休止中も缶製品などは販売されており、その間も流されていたCMは340g缶を使用していた）。またそのことが話題となり、さらに人気に火を付ける結果となった。
また、福寿園はペットボトル飲料発売にあわせて茶葉「伊右衛門」の販売を決断。宇治の露製茶（福寿園グループ）から茶葉やティーバッグが発売されている。こちらも煎茶、玄米茶などの種類がある。
2008年5月19日からは「IYEMON CHA」として、アメリカ合衆国のネスレウォーターズ ノースアメリカ社への販売委託により、サンフランシスコ限定で販売されている。同時に、同社の「伊右衛門」ブランドをグローバルブランドに育成すべく、新聞広告やラジオCMなどメディアミックスでのキャンペーンが展開された。なお、2010年のリニューアル時より国内向け仕様にもパッケージ正面下（250ml紙パック・2Lペットは側面、280mlペットは裏面）に2行で「IYEMON CHA / KYOTO」が記載されている（玄米茶は2012年2月のリニューアルでこの表記はなくなっている）。
また「伊右衛門」ブランドの関連事業として、2008年6月にはカフェ・カンパニーとの共同プロデュースの下、京都市にカフェラウンジ「IYEMON SALON KYOTO」（伊右衛門サロン京都）を設立。2019年7月には東京の渋谷ヒカリエ内でも開業した。
2012年10月にリニューアルを行った際、同年9月26日から発売当日までの初期出荷数量が約200万ケースに達し、2004年3月の新発売時に匹敵する数量に達したことを発表した。
2020年4月のリニューアル後、同年4月から12月までの8ヶ月間の販売実績が対前年比3割増と大幅に伸び、2020年のインテージSCI無糖茶飲料市場の金額シェアで初のNo.1獲得となった。

## こだわり
こだわりの茶葉
寛政二年（1790年）創業・京都 福寿園の茶匠が厳選した茶葉だけを使用。
選び抜かれた二つの水
磨き抜かれた純水と、京都・山崎の天然水の使用。
甘みを引きたてる製法
「石臼挽き茶葉」と上質を活かす特別な製法。抹茶としても使えるほどの上質。
山崎の水は、サントリーの発売されている高級ウイスキー「山崎」にも使用され、全国名水百選にも選ばれた水である。

## 形状
2004年の発売以来、竹筒を模した独特なデザインのペットボトルが特徴である。2017年3月のリニューアルでは、ボトルの形状が大幅に刷新され、竹筒のモチーフを継承しつつ、従来よりもシンプルなデザインとなった。更に2020年4月のリニューアルからはボトルの形状が再び刷新され、ボトルがこれまでの竹筒から角型に変更され、ラベルもロール式に変更された。
なお、店頭販売用のペットボトルは形状や大きさが自動販売機には適さないため、自動販売機用に店頭販売用とは異なる形状のペットボトルが製造されている。

## 沿革
- 2004年
  - 3月16日 - 販売開始。当初は250ml紙パックと缶製品2サイズ（245g、340g）、ペットボトル3サイズ（300ml、500ml、2L）の6サイズ展開であった。
  - 4月20日 - 生産体制が整い、一時販売を休止していた500mlペットボトル（竹筒型ボトル）を関東・甲信越地区で販売再開。東海・北陸・近畿地区は同年6月1日に、残りのエリアも同年7月6日にそれぞれ販売再開。
  - 9月28日 - ホット専用製品「ホット伊右衛門」を北海道・東北地区で先行発売（残りの地区は同年11月2日より販売開始）。
- 2005年
  - 3月29日 - 竹筒型を採用した350mlペットボトルを追加。
  - 5月24日 - 季節限定品「新茶」発売。
  - 6月7日 - 竹筒型を採用した900mlペットボトルを追加。
  - 9月27日 - 「ホット伊右衛門」をリニューアル発売。
- 2006年
  - 3月 - ユニバーサルデザインのペットボトル「ゆびスポットボトル」を2Lペットボトルに導入。
  - 5月16日 - 季節限定品「新茶」発売（2代目）。
  - 7月18日 - 「濃いめ」を追加発売。
  - 8月22日 - 季節限定品「焙じ茶」発売。
  - 9月26日 - 「ホット伊右衛門」をリニューアル発売。
  - 10月17日 - 「ホット伊右衛門 焙じ茶」を発売。
  - 10月30日 - 新日本様式100選に入選。
- 2007年
  - 3月13日 - 「濃いめ」に2Lペットボトルを追加。
  - 5月15日 - 季節限定品「新茶」発売（3代目）。
  - 6月5日 - 角形タイプの1Lペットボトルを追加。同時に「濃いめ」をリニューアル発売。
  - 8月21日 - 季節限定品「焙じ茶」発売（2代目）。
  - 9月18日 - 「ホット伊右衛門 焙じ茶」をリニューアル発売。
  - 9月25日 - 「ホット伊右衛門」をリニューアル発売。
  - 10月23日 - 季節限定品「玄米茶」発売。
- 2008年
  - 3月18日 - 初のリニューアル（リニューアルに伴い、280mlペットボトル、1L紙パックを新設定）。同時に「濃いめ」もリニューアル発売。
  - 5月13日 - 季節限定品「新茶」発売（4代目）。
  - 5月19日 - アメリカ（サンフランシスコ・ベイエリア）での販売を開始。
  - 6月22日 - 京都市にカフェラウンジ「IYEMON SALON KYOTO」をオープン。
  - 8月19日 - 季節限定品「焙じ茶」発売（3代目）。今回から2Lペットボトルも設定。
  - 9月23日 - 「ホット伊右衛門」「ホット伊右衛門 焙じ茶」をリニューアル発売（焙じ茶の345mlペットボトルは同年9月16日に発売）。
  - 10月14日 - 季節限定品「玄米茶」発売（2代目）。
- 2009年
  - 3月10日 - 「伊右衛門」「濃いめ」を同時リニューアル。
  - 4月21日 - 「焙じ茶」が自動販売機向け製品として通年販売開始。
  - 5月12日 - 季節限定品「新茶」発売（5代目）。
  - 7月7日 - 季節限定品「冷茶」発売。
  - 8月18日 - 季節限定品「焙じ茶」発売（4代目、通年販売されている自動販売機向けとは中身が異なる）。
  - 9月15日 - 「ホット伊右衛門」「ホット伊右衛門 焙じ茶」をリニューアル発売。
  - 9月29日 - 「ホット伊右衛門 玄米茶」を発売。
  - 10月13日 - 季節限定品「玄米茶」発売（3代目）。
  - 11月10日 - 数量限定品「秋の茶会」発売（360ml・498円の高価格帯製品でもある）。
- 2010年
  - 2月16日 - 「玄米茶」をリニューアル発売。通年製品となる。
  - 3月16日 - 「伊右衛門」・「濃いめ」を同時リニューアル。
  - 5月18日 - 季節限定品「新茶」発売（6代目）。
  - 6月22日 - 季節限定品「冷茶」発売（2代目）。
  - 8月17日 - 季節限定品「焙じ茶」発売（5代目、通年販売されている自動販売機向けとは中身が異なる）。
  - 9月21日 - 「玄米茶」をリニューアル発売。玄米の香ばしさを強化するため、新米を使用。
- 2011年
  - 2月8日 - 「玄米茶」の500ml・2Lをリニューアル発売。抹茶をひく前のお茶である「碾茶」をブレンドし、さらに発芽玄米も加わった。
  - 3月22日 - 「伊右衛門」「濃いめ」を同時リニューアル。なお、「伊右衛門」の250ml紙パックは2010年11月に締結した販売契約[13]に基づき、雪印メグミルク（旧・日本ミルクコミュニティ）を通じて販売されることとなる。
  - 7月12日 - 季節限定品「京番茶入り麦茶」を発売（シリーズ初の麦茶飲料）。
  - 7月26日 - 季節限定品「冷茶」を発売（3代目）。
  - 8月16日 - 季節限定品「焙じ茶」発売（6代目）。
  - 9月6日 - 「ホット伊右衛門」「ホット伊右衛門 焙じ茶」「ホット伊右衛門 玄米茶」をリニューアル発売。
  - 9月13日 - ボトル缶入り緑茶「グリーンエスプレッソ」を発売。
  - 9月20日 - 「玄米茶」をリニューアル発売（500ml・2Lのみ）。玄米の焙煎度合いを調整した。
- 2012年
  - 2月7日 - 「玄米茶」をリニューアル発売（500ml・2Lのみ）。碾茶を増量するとともに、「ふっくら浅煎り玄米」を新たに使用。
  - 2月21日 - 「焙じ茶」をリニューアル発売。焙煎方法を変更するとともに、香り高い茶葉を使用した。
  - 3月13日 - 「伊右衛門」「濃いめ」を同時リニューアル。「伊右衛門」は「お茶のとろみ」を抽出する独自の「コクとろみ抽出技術」を採用するとともに、石臼挽き茶葉を増量。パッケージに「新百年品質」の印判も付けた。「濃いめ」は飲用シーンに合わせて容量毎に差別化を図り、500mlは平日の仕事中での飲用を想定し、飲みはじめに感じる心地よい苦渋みを強化。2Lは家庭での飲用を想定し、商品名の書体変更などのパッケージリニューアルを行った。併せて、同年2月にリニューアル発売された「焙じ茶」に280mlを追加設定した。
  - 4月17日 - お米の甘さを引き立てる緑茶「ご飯がおいしいお茶」を発売。同時に昨年7月に発売した「京番茶入り麦茶」は京番茶の火入れ工程を改良し、商品名を「麦茶」に変更してリニューアル。「グリーンエスプレッソ」は後述の400gボトル缶のリニューアルに先立ち、300gボトル缶を追加設定。
  - 5月22日 - 「グリーンエスプレッソ」400gボトル缶をリニューアル発売。
  - 6月12日 - 季節限定品「冷茶」を発売（4代目）
  - 7月10日 - 「ご飯がおいしいお茶」に2Lを追加発売。
  - 8月14日 - 「玄米茶」をリニューアル発売。抹茶を増量し、ふんわりとした甘い香りを引き出す独自技術を採用した。
  - 9月4日 - 「ホット玄米茶」「ホット焙じ茶」をリニューアル発売。「ホット玄米茶」は発芽玄米を増量するとともに、碾茶を新たに加えた。「ホット焙じ茶」はパッケージリニューアルのみ。
  - 9月25日 - 「ホット焙じ茶」に275gボトル缶を追加発売。後述のリニューアルに先立ち、「ホット伊右衛門」の275gボトル缶を先行リニューアル。
  - 10月2日 - 「伊右衛門」及び「ホット伊右衛門」の345mlペットボトルをリニューアル。碾茶の中でもより風味豊かなで質が高い一番茶の使用比率を高めて、石臼挽き製法で時間をかけて抹茶に仕上げるとともに、お茶席でも使われている高品質の抹茶を追加。さらに、高温短時間で火入れした茶葉を加えた。パッケージの"○茶"は手書き風の書体に変更され、その右側には“抹茶入り”の文字を配した。
- 2013年
  - 2月19日 - 「玄米茶」をリニューアル。石臼挽き抹茶を増量した。
  - 3月5日 - 石臼引き抹茶を冷水でじっくり淹れて仕上げ、碾茶や一番茶を福寿園独自の加工技術により香り豊かに仕上げた「香り茶葉」を低温で淹れた「贅沢冷茶」を発売。
  - 4月16日 - 「濃いめ」の500mlをリニューアル。新たに石臼挽き抹茶を加えた。
  - 5月14日 - たっぷりの抹茶にかぶせ茶や一番茶をブレンドし、黒蜜を合わせた185g缶入り「JAPAN ESPRESSO」を発売。
  - 8月20日 - 「焙じ茶」に京番茶を加えた季節限定品「京番茶入り焙じ茶」を発売。
  - 9月24日 - 「ホット伊右衛門」「ホット玄米茶」「ホット焙じ茶」のホット製品3種類を一斉リニューアル。「ホット伊右衛門」は石臼挽き抹茶を増量。「ホット玄米茶」は強火焙煎した玄米を増量。「ホット焙じ茶」はパッケージリニューアルを行った。
  - 10月1日 - 
    - 特定保健用食品認定の飲料で初めて、玉ねぎなどの野菜に含まれるポリフェノールの一種であり、脂肪分解酵素を活性化させる働きがあることを発見したケルセチン配糖体を配合した「特茶」を発売。
    - 「贅沢冷茶」をパッケージリニューアル。
- 2014年
  - 1月21日 - 「玄米茶」をリニューアル。米の量を増量。併せて、同時期より「玄米茶」を含む「伊右衛門」の2Lペットボトル全製品において、ミネラルウォーターを除く国内最軽量クラスである31.3gを実現した新型ペットボトルへ順次切り替え（「伊右衛門」に限らず、「サントリー天然水」を除く同社製の2Lペットボトル飲料すべてに適応）[14]。
  - 3月18日 - 「贅沢冷茶」をパッケージリニューアルし、新たに280mlペットボトルを追加。
  - 5月20日 - 「特茶」に1Lペットボトルを追加発売。
  - 6月17日 - 季節限定品「冷ほうじ茶」を発売。併せて、「贅沢冷茶」の500mlペットボトルに「夏季限定デザインボトル」を発売。
  - 8月19日 - たっぷりの茶葉と石臼挽き抹茶をベースに、高温焙煎した深煎り茶葉を加えた「濃（こい）伊右衛門」を発売。本品は「濃いめ」の後継製品となる。
  - 9月2日 - 「ホット伊右衛門」275gボトル缶を先行リニューアルし、「ホット伊右衛門 焙じ茶」275gボトル缶の販売を再開。
  - 9月16日 - 「ホット伊右衛門」「ホット伊右衛門 焙じ茶」の345mlペットボトル及び「ホット伊右衛門 玄米茶」をリニューアル。「ホット伊右衛門」は抹茶を追加、「ホット伊右衛門 焙じ茶」は炒り米を追加、「ホット伊右衛門 玄米茶」はパッケージリニューアルを行った。
  - 9月23日 - 「焙じ茶」が数量限定品として再発売。ホット製品同様、炒り米を追加した。
  - 10月21日 - 石臼挽き抹茶と玉露・碾茶を使用した広口ボトル缶仕様の数量限定品「抹茶の贅沢」を発売。
  - 11月18日 - 「特茶」のホット仕様品「ホット伊右衛門 特茶」を関東・甲信越地区及び静岡県のコンビニエンスストア・交通売店限定で発売。
- 2015年
  - 3月24日 - 「贅沢冷茶」をリニューアル。中身を改良したほか、500mlは発売開始時からの季節限定で桜のイラストを配した春ラベルを設定した。同時に、季節限定品「春ほうじ茶」を発売。
  - 5月12日 - 「伊右衛門」をリニューアル。容器・容量を問わず、一年中同じ味というこれまでのペットボトル入り緑茶飲料の常識を覆す容量・容器ごとに異なる製品設計を採用し、2Lペットボトルなどの大容量製品は厳選茶葉を使用して設計。小容量ペットボトルは大きな粒子の抹茶に微小な粒子の抹茶を加えた独自の「フレッシュ抹茶製法」を採用するとともに、季節に合わせて素材と淹れ方を変える製品設計を採用。その一環として、435mlペットボトルと500mlペットボトルは発売時からの季節限定で新茶を加えた。
  - 5月26日 - 緑茶をブレンドしたブランド初のジャスミン茶「伊右衛門 ジャスミン」を沖縄県を除く日本国内のファミリーマートで先行発売。
  - 6月23日 - 
    - 「伊右衛門サロン京都」で提供されているレシピを参考に、カテキン含有量が多い茶葉を高温抽出し、有機レモン果汁と本物の果実から抽出した香りをブレンドしたアイスティー「朝のアイスティー」を日本国内のファミリーマート限定で発売。
    - 「伊右衛門」の小容量ペットボトル（280ml・345ml・435ml・500ml）を、弱めの火入れをした茶葉に水出し抹茶を合わせた夏仕様に同年6月下旬から順次切り替えることを発表。

  - 6月30日 - 季節限定品「冷ほうじ茶」をパッケージリニューアルの上、再発売。
  - 7月21日 - 国産麦100%の丸粒麦茶を使用し、手ぬぐい専門店「かまわぬ」の図柄をパッケージデザインに採用した「麦茶」を発売。「伊右衛門」ブランドの麦茶は2012年4月のリニューアル以来、約3年3ヶ月ぶりの発売となる。
  - 8月25日 - 「伊右衛門」の小容量ペットボトル（280ml・345ml・435ml・500ml）を、強めに火入れした寝かせ茶葉を使用した秋仕様に同年9月上旬から順次切り替えることを発表。
  - 9月8日 - 「ホット伊右衛門」をリニューアルし、同日から280mlペットボトル（2014年まで発売されていた275gボトル缶に替わって設定）を、翌週15日から345mlペットボトルを順次発売。通常の「伊右衛門」よりも濃いめの味わいに設計するとともに、炙り茶葉を加えた。
  - 9月15日 - 
    - 「ホット伊右衛門 玄米茶」「ホット伊右衛門 焙じ茶」をリニューアル発売。焙じ茶は「香り一番焙じ茶」を増量（併せて、275gボトル缶を廃止して345mlペットボトルのみの設定となる）。玄米茶はパッケージリニューアルを行った。
    - 「焙じ茶」を季節限定品として再々発売。

  - 10月6日 -
    - 「ホット伊右衛門」に初の500mlペットボトル（本サイズのみ抹茶の量を増やした製品設計となっている）を設定し、コンビニエンスストア・交通売店限定で発売。
    - 「ホット伊右衛門 特茶」を「ホット伊右衛門（500mlペットボトル）」と同じ新型ボトルに変更してリニューアルし、販売エリアを全国に拡大して発売。
    - 「特茶」に2Lペットボトルを追加発売。
- 2016年
  - 3月1日 - 「伊右衛門」の小容量ペットボトル（280ml・345ml・435ml・500ml）を、一番摘み茶葉において芽の若い状態で摘み取った若芽茶葉を使用し、弱めの火入れを行った春仕様にリニューアル。
  - 3月8日 - 「濃いめ」をファミリーマート限定製品として復活発売（後に「濃伊右衛門」と入れ替える形で全業態に拡大し、2Lペットボトルも設定される）。
  - 4月5日 - 「伊右衛門 ジャスミン」を全業態に拡大して発売。
  - 5月17日 - 「伊右衛門」の小容量ペットボトルの一部（500ml・550ml）を、2016年度の新茶を使用した仕様にリニューアル。
  - 6月21日 - 「爽やかグリーンティー」を日本国内のファミリーマート限定で発売。
  - 7月5日 - 「伊右衛門」の小容量ペットボトル（280ml・345ml・435ml・500ml）を、水出し抹茶とほのかに火入れした茶葉を使用した夏仕様にリニューアル。
  - 8月2日 -  「特茶 カフェインゼロ」を発売（なお、パッケージに「伊右衛門」のロゴがあるものの、製品名に「伊右衛門」は入らない）。
  - 8月23日 -
    - 「伊右衛門」の小容量ペットボトル（280ml・345ml・435ml・500ml）を、寝かせ茶葉を使用した秋仕様にリニューアル。
    - 「ほうじ茶 関西限定」を関西地区6府県（大阪府・京都府・兵庫県・奈良県・滋賀県・和歌山県）限定で発売。

  - 9月6日 - 「ホット伊右衛門」・「ホット伊右衛門 焙じ茶」をリニューアル。「ホット伊右衛門」は香り一番茶（一番茶の中でも特に香りに特徴を持ったお茶）の使用量を増やしたほか、サイズラインナップを見直し、2015年まで発売されていた345mlペットボトルを廃止する替わりに、前年はコンビニエンスストア・交通売店限定だった500mlペットボトルを全業態に拡大され、280mlペットボトルと合わせて2容量に集約。「ホット伊右衛門 焙じ茶」は内容量を増量して500mlとなった。同時に、「焙じ茶」には、ホット・コールド兼用の280mlペットボトルを追加し、レギュラー製品化する。
  - 9月20日 - 「焙じ茶」に季節限定品の500mlペットボトルを、「特茶 カフェインゼロ」にホット仕様の「ホット特茶 カフェインゼロ」をそれぞれ追加。「ホット特茶 カフェインゼロ」は「ホット伊右衛門 特茶」と同じ500ml入りでの発売となる。
  - 10月11日 - 「ホット伊右衛門 ジャスミン」と無糖炭酸飲料「SPARKLING DRY」をファミリーマート・サークルK・サンクス限定で発売。
  - 11月1日 - 「伊右衛門」の小容量ペットボトル（280ml・345ml・435ml・500ml）を、炙り茶葉と石臼挽き抹茶を使用した冬仕様にリニューアル。
- 2017年 -
  - 2月21日 - 「特茶 カフェインゼロ」に1Lペットボトルを追加。
  - 3月7日 - 「伊右衛門」を全面リニューアル。一番茶を「伊右衛門」本体内で最大量使用し、煎茶粒子を新たに加えた。また、店頭用の500mlペットボトルはボトル形状の刷新に加え、内容量を25ml増量して525mlとなった（500mlペットボトルは自動販売機用として存続）。
  - 4月4日 - 「特茶」に350mlペットボトル「特茶350」を追加発売。
  - 5月 - 「贅沢冷茶」をパッケージリニューアル。
  - 5月16日 - 「伊右衛門」の525mlペットボトルを2017年の新茶入り仕様にリニューアル。
  - 6月6日 - 「特茶 ジャスミン」を発売（「特茶 カフェインゼロ」同様、パッケージに「伊右衛門」のロゴがあるものの、製品名に「伊右衛門」は入らない）。
  - 7月4日 - 「伊右衛門」のペットボトル（280ml・345ml・435ml・500ml・525ml・1L・2L）を水出し抹茶入りの夏仕様にリニューアル。
  - 8月22日 -
    - 「伊右衛門」のペットボトル（280ml・345ml・435ml・500ml・525ml・1L・2L）を寝かせ茶葉入りの秋仕様にリニューアル。
    - 「ほうじ茶 関西限定」をリニューアル。○茶の色味を明るくし、「ほうじ茶」の書体を変更するパッケージデザインの変更を行った。

  - 11月 -
    - 「伊右衛門」のペットボトル（280ml・345ml・435ml・500ml・525ml・1L・2L）を旨味茶葉入りの冬仕様にリニューアル。
- 2018年 -
  - 2月27日 -「伊右衛門 特茶」を発売以来初の全面リニューアル。強く焙煎した一番茶が増量されたほか、パッケージデザインが変更され、ラベル中央に金色のトクホマークを配置、キャップ天板が「特茶」に変更された。
  - 3月19日 - 「伊右衛門」を全面リニューアル。一番茶のかぶせ茶を新たに使用。パッケージはキャップの色を白に変更した。また、3月2週目頃からコンビニエンスストア及び交通売店向けに600mlペットボトルが先行発売され、その後レギュラー化された。
  - 5月15日 - 「伊右衛門」の525mlペットボトルを2018年の新茶入り仕様にリニューアル（600mlや435mlは6月頃から新茶入りになった）。
  - 5月29日 - 「伊右衛門 ジャスミン」をリニューアル。香りを強化し、パッケージは上部にライトブルーを配したデザインに変更。内容量を525mlに増量し、コンビニエンスストア向けの600mlが追加設定された。
  - 6月 - 「特茶 カフェインゼロ」をリニューアルし、ブレンド茶からブレンド麦茶になった。「玄米茶」に600mlを追加。
  - 7月3日 - 「伊右衛門」のペットボトル（全サイズ）を水出し抹茶入りの夏仕様にリニューアル。なお、東北地区6県（青森県・岩手県・宮城県・秋田県・山形県・福島県）では525mlペットボトルが店舗・数量限定で「東北夏祭りラベル」となる[15]。
  - 8月27日 - 「伊右衛門」のペットボトル（全サイズ）を寝かせ茶葉入りの秋仕様にリニューアル。
  - 9月18日 - 「ほうじ茶 関西限定」をリニューアル。パッケージデザインを変更するとともに、新たに自動販売機限定の280mlが追加設定された。
  - 11月1日 - 「伊右衛門」のペットボトル（全サイズ）を炙り茶葉入りの冬仕様にリニューアル。
- 2019年 -
  - 3月4日 - 「伊右衛門」を全面リニューアル。抹茶の原料を一番茶のみとし、焙煎抹茶を加えた。パッケージデザインは暖簾の色が白色に変更された。
  - 3月12日 - 「伊右衛門 春ほうじ茶」を季節限定で発売。
  - 4月2日 - 「伊右衛門 特茶」を全面リニューアル。香り立ちが強化され、パッケージデザインが変更された。
  - 5月1日 - 原材料価格の高騰や物流コストの上昇を受けて「伊右衛門」・「伊右衛門 贅沢冷茶」・「伊右衛門 濃いめ」・「伊右衛門 玄米茶」の2Lペットボトルが同日出荷分よりメーカー希望小売価格が改定され、一律20円値上げされた（ただし、「伊右衛門 特茶」の2Lペットボトルは特定保健用食品に該当するため価格据え置き）[16]。
  - 5月7日 - 初の機能性表示食品「伊右衛門プラス コレステロール対策」を発売。
  - 5月14日 - 「伊右衛門」の525mlペットボトル・600mlペットボトルを2019年の新茶入り仕様にリニューアル。
  - 5月28日 - 「濃いめ」を全面リニューアル。焙煎された一番茶の石臼挽き抹茶を加えたほか、濃い緑と白のツートーンを基調としたパッケージデザインに変更された。
  - 6月4日 - 「特茶 カフェインゼロ」と「特茶 ジャスミン」をリニューアル。同年4月に全面リニューアルされた「伊右衛門 特茶」に準じたデザインとなった。
  - 6月11日 - 「伊右衛門 冷ほうじ茶」を季節限定で発売。
  - 6月25日 - 「伊右衛門」の525mlペットボトルを水出し抹茶入りの夏仕様にリニューアル。なお、東北地区6県は前年に引き続き店舗・数量限定で525mlペットボトルが「東北夏祭りボトル」となる[17]ほか、九州地区7県（福岡県・佐賀県・長崎県・熊本県・大分県・宮崎県・鹿児島県）では数量限定で525mlペットボトルが「九州限定よかとこラベル」となる[18]。
  - 8月20日 - 「伊右衛門」の525mlペットボトルを寝かせ茶葉入りの秋仕様へリニューアル。(600mlは9月2日頃よりリニューアル販売開始。)
  - 9月17日 - 「伊右衛門 焙じ茶」を季節限定で発売。
  - 11月 - 「伊右衛門」の525mlペットボトル・600mlペットボトルを炙り茶葉入りの冬仕様へリニューアル。
  - 12月3日 - 「焙じ茶」を季節限定で発売。パッケージデザインが変更され、朱色をベースに椿や梅のイラストをあしらい、京友禅の「千總」による絵柄を使用したデザインとなった。
- 2020年 -
  - 2月 - 「ジャスミン」と「濃いめ」に期間限定で桜をデザインしたパッケージに変更。
  - 3月17日 - 機能性表示食品「伊右衛門プラス おいしい糖質対策」を発売。
  - 4月7日 - 水で薄める濃縮タイプ「炙り茶葉仕立て 濃縮タイプ」を発売。
  - 4月14日 - 「伊右衛門」のペットボトルをリニューアル。一番茶を「伊右衛門」の中で最大の使用比率に引き上げたほか、独自技術により緑の水色を実現。ラベルやキャップは黄緑となり、525mlと600mlはボトル形状が角型となった。なお、350ml缶は「伊右衛門 炙り茶葉仕立て」としてリニューアルされた。
  - 4月21日
    - 「焙じ茶」をリニューアル。釜炒り焙じ茶を取り入れ中身を改良したほか、ボトル形状を「伊右衛門」と同じ角形に変更し、内容量を525mlに増量。また、今回のリニューアルを機に通年発売へ移行した。
    - 「伊右衛門ラベルレス（首掛式ラベル付）」をコンビニエンスストア・交通売店にて数量限定で発売[19]。コンビニエンスストア・交通売店限定で発売されている600mlのフィルムラベル（ロールラベル）を外し、品名や原材料名などの必要な情報を首掛式のラベルに記載したものである。

  - 5月18日 - 「伊右衛門 新茶入り」を期間限定で発売[20]（通常品とは異なる製品としての発売は2010年の「伊右衛門 新茶（6代目）」以来10年ぶりとなる）。
  - 6月2日 - 「特茶 カフェインゼロ」をリニューアル。大麦やはと麦を中心とした素材の焙煎がそれぞれ調整され、味わいを改良。パッケージは透かし部分が増え、白をベースに赤やオレンジを配したデザインに刷新された。
  - 6月23日 - 「伊右衛門 ジャスミン CLEAR」をファミリーマート限定で発売。
  - 6月30日 - 「伊右衛門」の525ml・600mlを「水出し抹茶入り」に、「焙じ茶」を「夏の味わい」にそれぞれリニューアル。
  - 8月18日 - 「伊右衛門」の525ml・600mlを「寝かせ茶葉入り」に、「焙じ茶」を「秋の味わい」にそれぞれリニューアル。
  - 8月25日 - 同年4月に発売された「伊右衛門ラベルレス（首掛式ラベル付）」をコンビニエンスストア・交通売店にて数量限定で再発売[21]。
  - 9月8日 - 機能性表示食品「伊右衛門プラス コレステロール対策」に1Lを追加発売。
  - 9月27日 - 2019年6月に発売された「九州限定 よかとこラベル」を2020年8月に切り替えた「寝かせ茶葉入り」にリニューアルの上、九州地区限定・数量限定で再発売[22]。
  - 10月6日 - 「ホット伊右衛門 茶葉2倍」をコンビニエンスストア・交通売店限定で発売。
  - 10月27日 - 「伊右衛門」の525ml・600mlを「旨み茶葉入り」に、「焙じ茶」を「冬の味わい」にそれぞれリニューアル。
  - 11月3日 - 同年4月と8月にコンビニエンスストア・交通売店にて数量限定発売された「伊右衛門ラベルレス」をECサイト専売品として新たに発売。内容量を店頭販売品と同容量の525mlに減容して24本入りのケース販売とし、必要な情報をキャップ天面と段ボールに記載することで完全ラベルレスを実現している[23]。
- 2021年
  - 2月23日 - 「濃い味」を発売。従来発売されていた「濃いめ」の後継製品で、525mlは600mlに増量した。
  - 3月2日 - 「伊右衛門」をリニューアル。抹茶の原料となる一番茶碾茶が新たに使用され、炙り火入れの技術を進化。また、ロールラベル（525ml・600ml・2L）裏面の絵柄が変更された。併せて「焙じ茶」も桜のイラストが描かれた春仕様へリニューアルされた。
  - 3月30日 - 「伊右衛門ラベルレス」を2021年3月改良品に準じた新仕様にリニューアルの上、コンビニエンスストア・交通売店限定で再々発売[24]、「贅沢仕立て」を発売。従来発売されていた「贅沢冷茶」の後継製品で、500mlは525mlに増量した。
  - 4月6日 - ブレンド茶「京都ブレンド」を発売。
  - 4月13日 - 「伊右衛門 ほうじ茶 関西限定」をリニューアル。全国版の「焙じ茶」と同じ角型に変更し、内容量を525mlに増量した。
  - 5月11日 - 「京都ブレンド ラベルレス」をコンビニエンスストア・交通売店限定で発売[25]。
  - 5月18日 - 「伊右衛門 新茶入り」を2021年仕様にリニューアルの上、期間限定で再発売。
  - 7月6日 - 「伊右衛門 焙じ茶」を花火やアジサイのイラストが描かれた夏仕様へリニューアル。
  - 8月24日 - 「伊右衛門 焙じ茶」を紅葉のイラストが描かれた秋仕様「薫る秋の味」へリニューアル。
  - 8月31日 -
    - 「特茶」初の季節限定品「特茶 ほうじ茶」を発売。
    - ホット製品の「ホット伊右衛門」シリーズを一斉リニューアル。「ホット伊右衛門」はコールド製品同様に緑の水色を実現し、「ホット伊右衛門 焙じ茶」と「ホット伊右衛門 特茶」はラベルデザインが変更された。なお、「ホット伊右衛門」の280mlはコールド製品と同じラベルデザインで、温冷兼用仕様となる。

  - 10月5日 - 「ホット京都ブレンド」を発売。
- 2022年
  - 2月1日 - 「濃い味」をリニューアル。青香茶葉の配合量を増やすとともに、茶カテキンを機能性関与成分とした機能性表示食品となった。
  - 2月22日 - 機能性表示食品「伊右衛門プラス 血糖値対策」を発売。
  - 3月1日 - 「伊右衛門」をリニューアル。茶葉や製法の改良を行うとともに、独自の方法で火入れした茶葉を追加。ラベル裏面のイラストを変更するとともにキャップにもイラストを採用した。また、同日に「伊右衛門 ラベルレス」を数量限定で発売[26]。2020年11月に発売されたECサイト向けの525mlをベースに、表示シールを付けて1本ごとのバラ売りを可能にしたほか、ボトルに「伊右衛門」ロゴや縁起物モチーフのイラストを刻印し、ボトル自体も化石由来原料の新規使用をゼロにする代わりにリサイクル素材を使用した「100%サステナブルボトル」仕様とした。今回は販路も変更となり、スーパーマーケット・ドラッグストア・ホームセンターなどでの発売となる。
  - 3月29日 - 「香りゆたか」を発売。本品は2Lペットボトルのみの設定である。
  - 4月5日 - 「伊右衛門 特茶」を全面リニューアル。釜炒り茶を使用するとともに、玉露を新たに採用して味わいを改良。500mlペットボトルは発売当初から採用されてきた竹筒ボトルからエンボス加工を施した角型ボトルへ変更された。
  - 4月12日 - 「京都ブレンド」・「ほうじ茶」をリニューアル。「京都ブレンド」はブレンドの比率を見直し、中身を改良。また、2Lペットボトルが追加発売された。「ほうじ茶」は「焙じ茶」から表記が改名され、パッケージデザインを変更するとともに、内容量を600mlに増量した。
  - 4月19日 - 
    - 「恋渋」を自動販売機限定で発売。
    - 飲料で初めて藤井聡太が監修を務めた「心冴える勝負の緑茶」をローソン（ローソンストア100を除く）限定・数量限定で発売[27]。

  - 5月24日 - 「伊右衛門プラス コレステロール対策」をリニューアル。届出表示に「加齢とともに低下する血管のしなやかさ（血管を締め付けた後の血管の拡張度）の維持」が追加され、2つの働きに強化された。
  - 6月21日 - 「特茶 ジャスミン」・「特茶 ほうじ茶」を全面リニューアル。4月に全面リニューアルされた「伊右衛門 特茶」の500mlペットボトル同様、竹筒ボトルからエンボス加工を施した角型ボトルへ変更。併せて、「特茶 ジャスミン」には最高等級のジャスミン茶葉「銀毫（ぎんこう）」を、「特茶 ほうじ茶」には「玉露ほうじ茶」をそれぞれ配合した。なお、「特茶 ほうじ茶」は今回の全面リニューアルを機に復活となり、通年販売となる。
  - 7月 - 量販店限定で「伊右衛門」の525mlペットボトルをCVS向けと同じ600mlに、「京都ブレンド」の600mlを650mlにそれぞれ増量。
  - 7月19日 - 藤井聡太監修緑茶第2弾となる「心研き澄む勝負の冷茶」をローソン（ローソンストア100を除く）限定・数量限定で発売[27]。
  - 7月26日 - カフェ・カンパニーが運営する「伊右衛門カフェ」が監修したブランド初のティーラテ「伊右衛門カフェ ジャスミンティーラテ」をファミリーマート限定で発売[28]。
  - 8月18日 - 量販店向けの「伊右衛門」が600ml増量ボトルのままで秋仕様のデザインへ切替。
  - 9月 -　「贅沢ジャスミン」を発売。
  - 9月6日 - 「ホット伊右衛門 焙じ茶」・「ホット伊右衛門 特茶」をリニューアル。「ホット伊右衛門」も同年3月からラベルレスを除くペットボトル製品に順次導入されている「ボトルは資源!サステナブルボトルへ」ロゴ付仕様へ切替。
  - 9月13日 - 自動販売機限定で「伊右衛門」温冷兼用（280ml）と「焙じ茶」温冷兼用（280ml・500ml）を発売し、「伊右衛門」の自動販売機限定となる500mlを温冷兼用へリニューアル。
  - 9月20日 - ボトル缶入り・ホット専用品として、抹茶ラテ「恋甘（こいあま）」とブランド初となるほうじ茶入りのココア飲料「恋々甘（ここあ）」を発売。
  - 10月11日 - 
    - 「伊右衛門プラス おいしい糖質対策」を「おいしい糖質対策」に改名しリニューアル。届出表示に「脂肪の吸収を抑える」が追加され、Wの働きに強化された。
    - 「ホット伊右衛門カフェ ジャスミンティーラテ」をファミリーマート限定で発売。

  - 10月18日 - ブランド初の果汁入り緑茶「京都レモネード」を発売。
  - 11月22日 - これまで量販店向けに期間限定の増量ボトルとして発売していた「伊右衛門」の600mlをCVS・駅売店向けと統一する形で通年製品化。
  - 11月29日 - 「伊右衛門プラス 血糖値対策」をリニューアル。パッケージデザインが変更された。
- 2023年
  - 2月14日 - 「伊右衛門 ほうじ茶 関西限定」を「伊右衛門 関西ほうじ」へ改名・リニューアル[29]。
  - 2月28日 - 「伊右衛門プラス コレステロール対策」をリニューアル。パッケージデザインが刷新され、500mlペットボトルは従来の竹筒ボトルから角型ボトルに変更された。
  - 3月14日 - 「伊右衛門」をリニューアル。新しい中身技術の開発により緑の水色がブラッシュアップされ、茶葉の配合や香り立ちの見直しにより味わいも改良。600mlペットボトルは約3年ぶりにボトル形状が刷新され、中身が見えるようにロールラベルの長さが短くなった。
  - 3月28日 - 「京都ブレンド」をリニューアル。煎茶の配合比率と火入れが調整され、ブレンドも変更。600mlペットボトルは「伊右衛門」と同形状となり、ロールラベルの長さが短くなった。なお、リニューアルに伴って自動販売機限定の500mlペットボトルが廃止された。
  - 4月4日 - 「伊右衛門 特茶」、「特茶 ジャスミン」、「特茶 ほうじ茶」のパッケージデザインが変更されリニューアル。
  - 4月11日 - 「澄みきるブレンド茶」を発売。
  - 5月16日 - 「伊右衛門 新茶入り」を2023年仕様にリニューアルの上、期間限定で再発売。内容量が600mlに増量された。
  - 6月27日 - 「BLACK」、イオングループ（イオン、イオンスタイル、マックスバリュなど）限定品「濃いジャスミン」[30]を発売。
  - 7月4日 - 「冷茶仕立て」を季節限定で発売。
  - 8月22日 - 「澄みきるブレンド茶」をリニューアル。イヌリンを機能性関与成分として含有する機能性表示食品となる。
  - 8月29日 -
    - 「特茶 カフェインゼロ」を「特茶 カフェインZERO」に改名してリニューアル。「伊右衛門 特茶」の500mlペットボトルや「特茶 ほうじ茶」・「特茶 ジャスミン」同様に竹筒ボトルからエンボス加工が施された角型ボトルへ変更された。
    - 「ホット伊右衛門」・「ホット伊右衛門 焙じ茶」・「ホット伊右衛門 特茶」をリニューアル。

  - 9月12日 -
    - 「京都レモネード」をリニューアルの上で復活発売。
    - 「焙じ茶」の温冷兼用ボトルをリニューアルの上で再発売。

  - 10月24日 - 「うまみ」を季節限定で発売。
  - 11月28日 - 果汁入り緑茶の第2弾となるブレンド果汁入りの「香る、果実」を発売。
- 2024年
  - 2月20日 - 「伊右衛門 濃い味」をリニューアル。
  - 3月12日 - 「伊右衛門」をリニューアル。[31]
  - 3月26日 - 「伊右衛門 ロースト」を発売。[32]
  - 4月9日 - 「伊右衛門 柚子香る緑茶」を発売。
- 2025年
  - 1月21日 - 「あまみ一煎仕立て」を季節限定で発売。
  - 2月18日 - 「伊右衛門 焙じ茶」「伊右衛門 関西ほうじ」をリニューアル。
  - 3月4日 - 「伊右衛門」をリニューアル。
  - 3月18日 - 「玄米茶」をリニューアルの上で復活発売。
  - 5月13日 - 「伊右衛門 新茶入り」を2025年仕様にリニューアルの上、期間限定で再発売。
  - 7月1日 - 「冷茶仕立て」を季節限定で発売。

## 種類
- 280mlペットボトル
- 280mlペットボトル（温冷兼用）
- 280mlペットボトル（焙じ茶 温冷兼用）
- 350mlペットボトル
- 350mlペットボトル（プラス 血糖値対策）【機能性表示食品】
- 435mlペットボトル（自動販売機専用）
- 500mlペットボトル（自動販売機専用）
- 500mlペットボトル（焙じ茶 温冷兼用 自動販売機専用）
- 500mlペットボトル（ホット）
- 500mlペットボトル（ホット 焙じ茶）
- 500mlペットボトル（特茶 店頭用/自動販売機専用）【特定保健用食品】
- 500mlペットボトル（ホット 特茶）【特定保健用食品】
- 500mlペットボトル（特茶 ジャスミン 店頭用/自動販売機専用）【特定保健用食品】
- 500mlペットボトル（特茶 ほうじ茶）【特定保健用食品】
- 500mlペットボトル（特茶 カフェインZERO）【特定保健用食品】
- 500mlペットボトル（プラス コレステロール対策500 店頭用）【機能性表示食品】
- 500mlペットボトル（おいしい糖質対策 店頭用）【機能性表示食品】
- 500mlペットボトル（京都レモネード 自動販売機用）
- 525mlペットボトル（贅沢仕込み 店頭用）
- 525mlペットボトル（関西ほうじ 店頭用）※関西地区6府県限定
- 525mlペットボトル（京都レモネード 店頭用）
- 525mlペットボトル（香る、果実 店頭用）
- 600mlペットボトル（店頭用）
- 600mlペットボトル（京都ブレンド 店頭用）
- 600mlペットボトル（濃い味 店頭用）【機能性表示食品】
- 600mlペットボトル（澄みきるブレンド茶 店頭用）【機能性表示食品】
- 600mlペットボトル（ほうじ茶 店頭用）
- 600mlペットボトル（贅沢ジャスミン 店頭用）
- 600mlペットボトル（新茶入り 店頭用）
- 600mlペットボトル（BLACK 店頭用）
- 600mlペットボトル（冷茶仕立て 店頭用）
- 600mlペットボトル（濃いジャスミン 店頭用）※イオングループ店舗（イオン・イオンスタイル・マックスバリュ等）限定
- 600mlペットボトル（玄米茶 店頭用）
- 1Lペットボトル（特茶）【特定保健用食品】
- 1Lペットボトル（プラス コレステロール対策500）【機能性表示食品】
- 2Lペットボトル
- 2Lペットボトル（京都ブレンド）
- 2Lペットボトル（濃い味）【機能性表示食品】
- 2Lペットボトル（香りゆたか）
- 2Lペットボトル（特茶）【特定保健用食品】
- 185g缶（炙り茶葉仕立て 濃縮タイプ）
- 340g缶（炙り茶葉仕立て）
- 茶葉缶（抹茶入りかぶせ緑茶 / 煎茶）
- 茶葉チャック付き袋（抹茶入りかぶせ緑茶 / 煎茶 / 玄米茶 / 濃いめ緑茶）
- 茶葉スタンドパック（抹茶入り煎茶 / 玄米茶）
- ティーバッグ（抹茶入り煎茶 / 玄米茶）
- インスタント緑茶

## テレビ番組
- 日経スペシャル ガイアの夜明け 茶葉に賭けた男たち～お茶戦争の舞台裏～（2004年6月22日、テレビ東京）[33]。

## CM
サントリーCM - YouTube

### 伊右衛門夫婦
中島信也が監督を務め、伊右衛門（演:本木雅弘）とその妻（演:宮沢りえ）による時代劇風の各篇に物語化されたCMである。物語は、初めは恋人同士とスタートし、その後、結ばれ夫婦となる展開である。宮沢りえは役作りに妻の名を聞いたが、福寿園でも記録に残っていなかった。
これら伊右衛門夫婦による物語以外にも、「京都の歴史篇」や「伊右衛門のこだわり篇」のように、京都とお茶の歴史を紹介したり、商品の特徴や製法を説明したりするバージョンも制作されている。 
BGMには2012年10月より久石譲の『新・伊右衛門のテーマ』が使用されている。それ以前は同じく久石譲の『Oriental Wind』が使われていた。この曲は伊右衛門の発売当初から使われメロディに変更はないが、演奏楽器の変更など様々なアレンジが加えたものが使用されていた。
2012年4月に放映された「ご飯がおいしいお茶」のCMでは映画『お茶漬の味』、ドラマ『寺内貫太郎一家』『家なき子』『水戸黄門』『池中玄太80キロ』、アニメ『こちら葛飾区亀有公園前派出所』での食事シーンがそれぞれ織り込まれている。
また2018年から放送している「こころの茶屋」篇では現代人たちがタイムスリップする形で、伊右衛門夫婦が営むこころの茶屋を訪れている。ウェブ限定で鉄拳イラストのストーリーCMも公開された。
これらのCMは、博報堂とHAKUHODO DESIGNによって制作された。キャッチフレーズは、「豊かなお茶の愉しみを、京都・福寿園のお茶。」

#### 登場人物・出演者
- 伊右衛門：本木雅弘
- その妻：宮沢りえ
- 伊右衛門の父：中村敦夫
- 伊右衛門の弟子：濱田岳
- 妻の父：夏八木勲
- 妻の姉：山咲千里 / 秋本奈緒美
- 妻の友人：鈴木杏樹 / 喜多嶋舞 / 上原さくら
- 夏の客人：野田秀樹
- 茶問屋：ベンガル
- 茶農家：井川比佐志
- 秋の茶会客：樹木希林 / 夏木マリ
- 粋人：奥田瑛二
- 師匠：三國連太郎
- ナレーター：松川新

##### 「こころの茶屋」篇
- 草彅剛
- ザ・ドリフターズ（加藤茶・高木ブー・仲本工事）
- 松坂大輔

##### 「こころが整う」篇
- 藤井聡太

### 現代版
上記「伊右衛門夫婦」シリーズとは別に、一般的なCMも存在する。

#### 出演者
緑茶
- 鳥越俊太郎 - 「鳥越俊太郎の実感」篇
- 斉藤美穂 - 「斉藤美穂の実感」篇
- 松重豊 - 「松重豊の実感」篇
- 名倉潤・渡辺満里奈 - 「名倉夫妻の実感」篇
- 倍賞千恵子・倍賞美津子 - 「倍賞姉妹の実感」篇
- 黒柳徹子 - 「やっと緑になったのね」篇
- 芦田愛菜 - 「キレイな色」篇
- 加藤浩次 - 「ニュースでしょ」篇
- 藤井聡太 - 「心冴える勝負の緑茶」篇

京都レモネード
- 小島あやめ - 「復活再登場」篇（2023年9月 - ）

### 2024年以降
2024年以降は、現代版や「伊右衛門夫婦」シリーズとは異なるCMが展開された。これらのCMでは堺雅人が関心の薄いそぶりをするなど飲み手に主眼が置かれており、ブランド関係者は新たな伊右衛門の違いに気づいてもらえるからこそあのような内容にしたと日経クロステックの記事の中で語っている。

## おまけ
ペットボトル製品には、これまでに以下のようなおまけを付けていたことがある。
- 巾着（2005年冬季、6種類）
- 風鈴（2006年夏季）
- 鈴（2006年秋季、1月 - 12月毎の12種類）
- 手ぬぐい（2006年夏季、2007年春季・秋季、2008年春季、2012年夏季）
- 伊右衛門の茶葉（2007年冬季・春季）
- とんぼ玉（2007年冬季、1月 - 12月毎の12種類）
- ふところ鏡（2008年春季、1月 - 12月毎の12種類）
- 文庫包み（2008年秋季頃、6種類）
- ハンドタオル（2021年春季、2種類）- 棋士藤井聡太オリジナル

## その他
2020年1月26日に放映されたNHK大河ドラマ『麒麟がくる』の第2話では、本木雅弘演じる斎藤道三が娘婿の土岐頼純を毒入りの茶で毒殺する場面があり、本木が伊右衛門のCMキャラクターであることから「伊右衛門」がTwitter上でトレンド入りした。翌27日、伊右衛門の公式Twitterアカウントである「伊右衛門タイムライン茶屋（当時）」が「主人が熱演のあまり、皆様をお騒がせしましたようで、すみません」などと言いつつ、さり気なく茶を勧める「伊右衛門の妻」による言葉を宮沢の画像とともにツイートした。この投稿に対してTwitter上でも「大人の対応」「お見事です」などのコメントがあり、話題となった。

## 関連書籍
- 「なぜ、伊右衛門は売れたのか。」（峰如之介・著、すばる舎、ISBN 4-883994-44-9）